# Örb
『örb』（オーブ）は、1999年9月29日にリリースされたTHE ALFEE19枚目のアルバム。

## 概要
デビュー25周年を迎え、それまでの指向を汲みつつ、1曲目や7曲目では新しい試みも行っている。EXPRESS移籍後最大のヒットシングル「希望の鐘が鳴る朝に」含め、シングル曲を3曲収録。初回限定盤と通常盤はジャケットデザインが異なり、通常盤はエルメスデザインジャケットが使用された。
タイトルが『orb』と表記されていることがあるが、正式には誤り（頭文字はoではなくö）。フランス語表記の『AUBE』（夜明けという意味であり、5曲目のタイトルの由来でもある）が用いられる場合もある（通常盤・再発盤のジャケットは『AUBE』と記されている）。
初回限定盤付属のBonus CD2曲目、3曲目のオリジナル・ヴァージョンは、1999年3月17日リリースの高見沢ソロ名義アルバム『サラリーマン金太郎 オリジナル・サウンドトラック』に収録。オリジナル・ヴァージョンの演奏もTHE ALFEEが担当。

## 収録曲
全曲　作詞・作曲：高見沢俊彦
1. Hysteric Psychedelic ∞
編曲：THE ALFEE
2. Dark Side Meditation
編曲：THE ALFEE with 井上鑑
3. Justice For True Love (album version)
編曲：THE ALFEE / ストリングスアレンジ：井上鑑
アルバムバージョン。アウトロが追加されている。
4. 晴れ後時々流星
編曲：THE ALFEE
5. AUBE 〜新しい夜明け
編曲：THE ALFEE / ストリングスアレンジ：井上鑑
2003年に『THE BEST 1997-2002 〜aprés Nouvelle Vague〜』に収録。
6. Wings of Freedom (album version)
編曲：THE ALFEE
横浜FCオフィシャルソングのアルバム・ヴァージョン。冒頭の“Goal Goal Go! GO! YOKOHAMA FC!”のコールなど、チーム名に関する箇所を別の言葉に差し替えている。
7. D.D.D! 〜Happy 65th Anniversary for Donald Duck〜
編曲：THE ALFEE with 河野圭
ドナルドダック生誕65周年を記念して制作された楽曲。ライブでは、メンバーや観客がピンク色の手袋をするのが定番である。
8. From The Past To The Future
編曲：THE ALFEE
『AUBE 〜新しい夜明け』同様『THE BEST 1997-2002 〜aprés Nouvelle Vague〜』に収録。
9. The Way
編曲：THE ALFEE with 井上鑑 / ストリングスアレンジ：井上鑑
10. 希望の鐘が鳴る朝に
編曲：THE ALFEE / ストリングスアレンジ：森俊之
アルバム・ヴァージョン。「The Way」のアウトロを引き継ぐ形で曲が始まる。冒頭に鐘の音が追加されている。

### Bonus CD
1. A.D.1999 (örb version)
編曲：THE ALFEE / ストリングスアレンジ：井上鑑
2. Moonlight Fairy (örb version)
編曲：THE ALFEE
3. Decadence (örb version)
編曲：THE ALFEE